# Trachelyopterus coriaceus
Trachelyopterus coriaceus és una espècie de peix de la família dels auqueniptèrids i de l'ordre dels siluriformes.

## Morfologia
Els mascles poden assolir els 18 cm de llargària total i els 40 g de pes.

## Distribució geogràfica
Es troba a Sud-amèrica: rius costaners de les Guaianes i del Brasil. També és present a la conca del riu Amazones.